# Linalool
Linaloolul este o monoterpenă aciclică naturală ce este răspândită în uleiul volatil al unor specii vegetale, precum: Cinnamomum camphora și Coriandrum sativum (coriandru).

## Plante care conțin linalool
- Lavandula
- Cinnamomum tamala
- Cannabis sativa
- Busuioc
- Solidago
- Artemisia vulgaris
- Humulus lupulus